# USS Carl Vinson (CVN-70)
«Карл Вінсон» (англ. USS Carl Vinson (CVN-70)) — авіаносець ВМФ США, третій в класі авіаносців «Німіц». Був названий на честь Карла Вінсона, американського конгресмена від штату Джорджія.

## Історія
Карл Вінсон, бувши членом Конгресу США протягом п'ятдесяти років, 29 років був головою Військово-морського комітету та Комітету у справах збройних сил. Він став одним з небагатьох американців, в честь яких за життя був названий військовий корабель.
Авіаносець «Карл Вінсон» був закладений 11 жовтня 1975 р., був спущений на воду 15 березня 1980 р. та введений до складу флоту 13 березня 1982 р. під командою капітана Річарда Мартіна.

## Служба

### 1980-ті
В 1982—1989 рр.. корабель здійснив кілька походів, його основним місцем служби були Тихий та Індійський океани, кілька разів він заходив на чергування в Перську затоку, здійснював охорону танкерів. В 1985 року екіпаж одного з F-14 з «Карла Вінсона» взяв участь в зйомках фільму «Найкращий стрілець».
«Карл Вінсон» покинув Норфолк 1 березня 1983 з авіакрилом CVW-15 на борту та приступив до свого першого розгортання. Авіаносець провів вісім місяців у поході у свій новий порт приписки в Аламіді, штат Каліфорнія, в якій прибув 28 жовтня 1983 року.

### 1990-ті
«Карл Вінсон» вирушив у свій п'ятий похід (знову ж таки з CVW-15) 1 лютого 1990 року, останнє розгортання з літаками A-7 Corsair. Корабель повернувся до Аламіди 30 липня 1990 р. 22 вересня 1990 «Карл Вінсон» увійшов до військово-морської бази Бремертон, штат Вашингтон, для 28-місячного переобладнання. Авіаносець отримав свою першу нагороду за військову ефективність (Battle «Е») у 1990 р.
З 17 лютого до 17 серпня 1994 р. корабель був у поході де брав участь в операції в Перській затоці.
У 1995 р. брав участь в церемонії з нагоди 50-річчя перемоги у Другій світовій війні в Тихому океані. Під час свят авіаносець відвідав президент Білл Клінтон.
Корабель вирушив в свій сьомий похід 14 травня 1996 взявши курс на Перську затоку з авіакрилом CVW-14 в підтримку операцій «Southern Watch» і «Удар в пустелі». Корабель також взяв участь у вправі «Rugged Nautilus» перед поверненням до Аламеди 14 листопада 1996.
Із закриттям бази ВМФ у Аламіді, корабель був переведений в Бремертон, штат Вашингтон, та прибув до його нового порту приписки 17 січня 1997 року, де він брав участь в останніх авіаносних польотах літаків Grumman A-6 Intruder.
У 1998 році, з авіакрилом CVW-11, авіаносець брав участь у навчаннях RIMPAC 98 перед походом до Перській затоці. Запускав повітряні удари 19 грудня 1998 року в підтримку операції «Desert Fox» і «Southern Watch». Ці операції тривали до березня 1999 року. З липня 1999 року «Карл Вінсон» був у сухому доку на верфі П'юджет-Саунд. Там він знаходився протягом 13 місяців і військово-морський флот витратив понад $ 230 млн на модернізацію корабля.

### 2000-ні
З 2001 р. брав участь в операціях в Афганістані, а з 2003 — у війні в Іраку.

### 2010-ті
12 квітня 2010 авіаносець прибув до нового порту приписки у військово-морської бази Північного острова, Сан-Дієго, Каліфорнія.
У травні 2011 р., після ліквідації Усами бен Ладена спецпідрозділами США, його тіло було доставлено на «Карл Вінсон» і поховано в водах Аравійського моря.
30 листопада 2011 р. «Карл Вінсон» вирушив з порту Сан-Дієго, штат Каліфорнія, у похід до західної частини Тихого океану й зони відповідальності Центрального Командування США
9 квітня 2017 на фоні росту напруги у зв'язку з продовженням північнокорейських ядерних випробувань та ракетних запусків у бік сусідів, він був направлений на чолі групи кораблів ВМС США до берегів Кореї.

### 2020-ті
24 січня 2022 року під час проведення планових польотів в Південнокитайському морі стався інцидент. Під час спроби здійснити посадку на палубу авіаносця зазнав аварії винищувач F-35С, при цьому сім американських військовослужбовців зазнали поранень та травмувань, а сам літак зіслизнув з палуби й впав у море. Аби завадити потраплянню секретних технологій в руки китайських або російських військових, ВМС США має плани підняти затонулий літак з морського дна.

## Нагороди
- Battle «E» — 1990, 1996, 1998, 2001, 2004, 2011[9]
- Відзнака за видатні заслуги (США) — 1985, 1995, 1996, 1999
- Відзнака підрозділу ВМС — 1998, 2001
- Нагорода за безпеку пам'яті віце-алмірала Джеймса Флетлі — 1985, 1988, 1994, 1996
- Нагорода фонду лінкора Мерджорі Стерретт — 2004